# Athyrium falcatum
Athyrium falcatum är en majbräkenväxtart som beskrevs av Richard Henry Beddome. Athyrium falcatum ingår i släktet Athyrium och familjen Athyriaceae. Inga underarter finns listade.